# Cardwellia sublimis
Cardwellia es un género monotípico de árbol perteneciente a la familia de las proteáceas. Su única especie: Cardwellia sublimis, es un endemismo de  Australia donde se encuentra en Queensland.

## Descripción
Las hojas son compuestas y tienen hasta 17 foliolos. Produce inflorescencias blancas seguidas de frutos leñosos que son muy visibles fuera de la copa.

## Taxonomía
Cardwellia sublimis fue descrito por Ferdinand von Mueller y publicado en Fragmenta Phytographiae Australiae 5: 24, 38, 73. 1865.